# Doug Williams (Days of Our Lives)
Doug Williams is een personage uit de soapserie Days of Our Lives. De rol wordt sinds 1970 gespeeld door Bill Hayes; tot 1987 was hij een vast personage, daarna verdween hij lange tijd uit beeld en kwam zo nu en dan nog in beeld.

## Personagebeschrijving
Doug Williams was de celgenoot van Bill Horton toen die in de gevangenis zat voor de moord op Kitty Horton. Doug zat in de gevangenis voor oplichting. Tijdens een van zijn vele conversaties met Bill vernam hij alles over Salem en Susan Martin, die een fortuin geërfd had van haar overleden echtgenoot David. Nadat Doug uit de gevangenis kwam probeerde hij Susan te verleiden, maar zij viel niet voor zijn charmes. Susan zag in Doug wel de geknipte person om het huwelijk van Julie Olson en Scott Banning te verstoren en betaalde Doug om een affaire te beginnen met Julie. Na een tijdje vond Susan het toch niet meer zo’n goed idee en wilde de deal opzeggen, maar toen was het al te laat. Eind 1970 werkte Doug als zanger bij Sergio’s en was verliefd geworden op Julie. De twee bedreven de liefde en Doug wilde met haar trouwen als ze Scott Banning verliet.
In 1972 ontdekte Julies moeder Addie Horton dat de echte naam van Doug Brent Douglas was en dat hij een wees was die op 14-jarige leeftijd weggelopen was uit een weeshuis. Doug en Addie werden bevriend, maar Addie wilde meer dan vriendschap alleen.
Julie besloot om te scheiden van Scott. Samen met Doug maakte ze plannen om naar Portofino te gaan, maar op de avond dat ze weggingen kregen ze ruzie over het feit dat Julie haar zoon David wilde meenemen. Julie verliet Doug en toen hij langsging bij Addie vroeg zij hem ten huwelijk. Doug zei ja en de twee trouwden. Julie kreeg een depressie.
Als huwelijkscadeau voor haar man kocht Addie Sergio’s en noemde het voortaan Doug’s place. Addie was stapelgek op Doug en na een tijd werd hij ook echt verliefd op haar.
In 1973 werd Addie zwanger. Aan hun geluk kwam echter snel een einde toen er leukemie werd vastgesteld bij Addie. Ze viel in coma en ontwaakte op 10 januari 1974 bij de geboorte van haar dochter Hope Williams, ze vroeg aan Julie en Doug om voor Hope te zorgen als zij er niet meer was. Kort daarna herstelde Addie op miraculeuze wijze en Doug en Addie waren zielsgelukkig met Hope. Toch duurde het geluk niet lang, toen Addie aan het wandelen was met Hope in de buggy en de straat over stak kwam er een vrachtwagen aangereden. Addie gaf haar leven om dat Hope te redden en duwde de buggy aan de kant. Doug was erg aangeslagen door de dood van Addie. Hope werd nu opgevoed door haar grootouders Alice en Tom Horton.
In 1975 besloot Doug om Hope zelf op te voeden, met de hulp van een babysitter, Rebecca North. Hij wilde ook dat Hope nog een klein broertje of zusje kreeg en ging naar dokter Neil Curtis, die voor hem een anonieme draagmoeder ging zoeken. Neil koos uiteindelijk Hopes babysitter Rebecca als draagmoeder.
In 1976 scheidde Julie en Bob en verzoende ze zich met Doug, het paar verloofde zich. Omdat Doug kinderen wilde met Julie zei Doug aan Neil dat hij de draagmoeder niet meer nodig had. Rebecca mocht haar kind houden en ook het geld wat ze ervoor gekregen had. Kort daarna dook Kim Douglas, de ex-vrouw van Doug, die beweerde dat ze nooit wettig gescheiden waren. Kim probeerde Doug maandenlang terug te winnen, maar toen ze inzag dat dit niet lukte zei ze dat ze wel gescheiden waren. Doug en Julie trouwden eindelijk.
In 1977 kreeg Doug het moeilijk toen hij zijn dranklicentie verloor en uiteindelijk zijn café. Julie kocht dit terug en maakte er Doug’s Coffee House van. Doug moest Salem tijdelijk verlaten om ergens anders zaken te regelen. Tijdens zijn afwezigheid had Julie problemen met het personeel en werd ze bijgestaan door Larry Atwood, die verliefd was op Julie. In 1978 verkrachtte Larry Julie, die zich nu voor iedereen afsloot. Doug dacht dat Julie een affaire had met Larry, maar dan vertelde ze over de verkrachting. Kort daarna werd Larry dood teruggevonden. Julie werd berecht en tijdens het process werd de verkrachting bekendgemaakt. Uiteindelijk was het de assistent van Larry, Arlo Roberts die toegaf dat ze Larry vermoord had en Julie werd vrijgesproken.
In 1979 werd Julie zwaar verbrand door de oven van Maggie, toen die ontplofte. Julie was ervan overtuigd dat Doug haar niet meer zou willen nu ze brandwonden had. Een operatie mislukte en Julie ging naar Mexico om achter de rug van Doug om te scheiden. Nadat Dougs halfbroer Bryan Carmichael overleed en hij een grote som geld erfde kwam Lee DuMonde naar Salem. Lee was de vriendin van Bryan en vond dat zij recht had op het geld. Omdat Doug ervan overtuigd was dat Julie hem niet langer wilde trouwde hij op 5 november 1979 met Lee.
In 1980 moest hij Doug’s Place sluiten. Later dat jaar realiseerde hij zich dat het huwelijk een vergissing was en dat hij Julie terug wilde. Lee wilde dit niet en probeerde Julie te vermoorden door iemand in te huren om haar neer te schieten. Ze werd neergeschoten, maar overleefde. Dan probeerde Lee een zelfmoord te veinzen door een overdosis te nemen. Ze nam per ongeluk de verkeerde pillen en kreeg een beroerte waardoor ze verlamd werd. Ondanks het feit dat ze verlamd was lukte haar plannetje, Doug wilde Lee niet verlaten nu ze verlamd was. De verlamming was echter tijdelijk en Lee bleef spelen dat ze verlamd was, nadat de huurmoordenaar terugkwam en zijn werk wilde afmaken probeerde Lee dit te verhinderen waardoor uitkwam dat ze niet verlamd was.
Nadat hij in 1981 van Lee gescheiden was trouwde hij opnieuw met Julie. Lee slaagde er wel nog in om Hope tegen haar vader en zuster op te zetten en weigerde met hem samen te wonen en trok in bij Tom en Alice.
In 1982 werden Julie en Doug betrokken bij kostbare edelstenen die zich onder het huis van Doug zouden bevinden. Stefano DiMera en Stuart Whyland zaten achter de edelstenen aan en Stefano had zelfs een tunnel gegraven naar de wijnkelder van Doug, maar uiteindelijk bleek dat de stenen niets waard waren.
In 1984 betrapte Doug zijn dochter Hope met Bo Brady, ze stonden op het puntje om de liefde te bedrijven. Hij kreeg een hartaanval en vroeg in het ziekenhuis aan Hope om van Bo weg te blijven, wat ze dan ook deed.
In 1986 gingen Julie en Doug opnieuw uit elkaar. In 1987 verliet Doug Salem en keerde later nog occasioneel terug. Ergens in de jaren werd in Salem verteld dat Doug en Julie terug getrouwd waren, van tijd tot tijd maakten ze een bezoekje aan Salem.
In 1999 riep Bo Brady de hulp in van Doug en Julie om zijn vrouw Hope, die dacht dat ze prinses Gina von Amberg was, te redden. Sindsdien zijn Doug en Julie weer regelmatig in Salem en voornamelijk op familiefeesten. Ze reizen ook nog vaak en komen soms maanden niet in beeld. In 2004 kwamen ze opnieuw naar Salem door de verhaallijn van de seriemoordenaar die al enkele familieleden had vermoord. Nadat Doug ontdekte dat Marlena de moordenaar was werd hij ook vermoord. Alle slachtoffers van de seriemoordenaar bleken niet dood te zijn, maar ontvoerd naar een eiland in de Caribische zee. Na enkele maanden kwamen Doug en al de anderen terug en Julie was in de zevende hemel. Zij en Doug probeerden nu Maggie te helpen om Mickey, die intussen hertrouwd was met Bonnie Lockhart terug te krijgen.